# Halictus vicinus
Halictus vicinus är en biart som beskrevs av Joseph Vachal 1894. Halictus vicinus ingår i släktet bandbin, och familjen vägbin. Inga underarter finns listade i Catalogue of Life.